# (27658) Dmitrijbagalej
(27658) Dmitrijbagalej est un astéroïde de la ceinture principale.

## Description
(27658) Dmitrijbagalej est un astéroïde de la ceinture principale. Il fut découvert le 1er septembre 1978 à Naoutchnyï par Nikolaï Tchernykh. Il présente une orbite caractérisée par un demi-grand axe de 2,76 UA, une excentricité de 0,30 et une inclinaison de 9,4° par rapport à l'écliptique.

## Compléments